# Estación de Aljustrel
La Estación Ferroviaria de Aljustrel, originalmente denominada Aljustrel-Vila, es una plataforma desactivada del Ramal de Aljustrel, que servía a la localidad de Aljustrel, en el distrito de Beja, en Portugal.

## Historia
Desde mediados del siglo XIX se ha planeado el paso del Ferrocarril del Sur, entre Beja y el Algarve, por Aljustrel, debido a la presencia de las minas.
Un albarán del 28 de noviembre de 1928 autorizó a la Société Belge des Mines de Aljustrel a construir una conexión ferroviaria minera, entre la mina de Algares y la estación de Aljustrel-Castro Verde, en la Línea del Sur, debiendo ser realizado, además, el transporte de otras mercancías, y de pasajeros. El ramal fue inaugurado el 2 de junio de 1929.